# Candidula camporroblensis
Candidula camporroblensis е вид охлюв от семейство Hygromiidae. Видът не е застрашен от изчезване.

## Разпространение и местообитание
Разпространен е в Испания.
Обитава планини, възвишения, пасища и степи.